# Udo von Alvensleben (Kunsthistoriker)

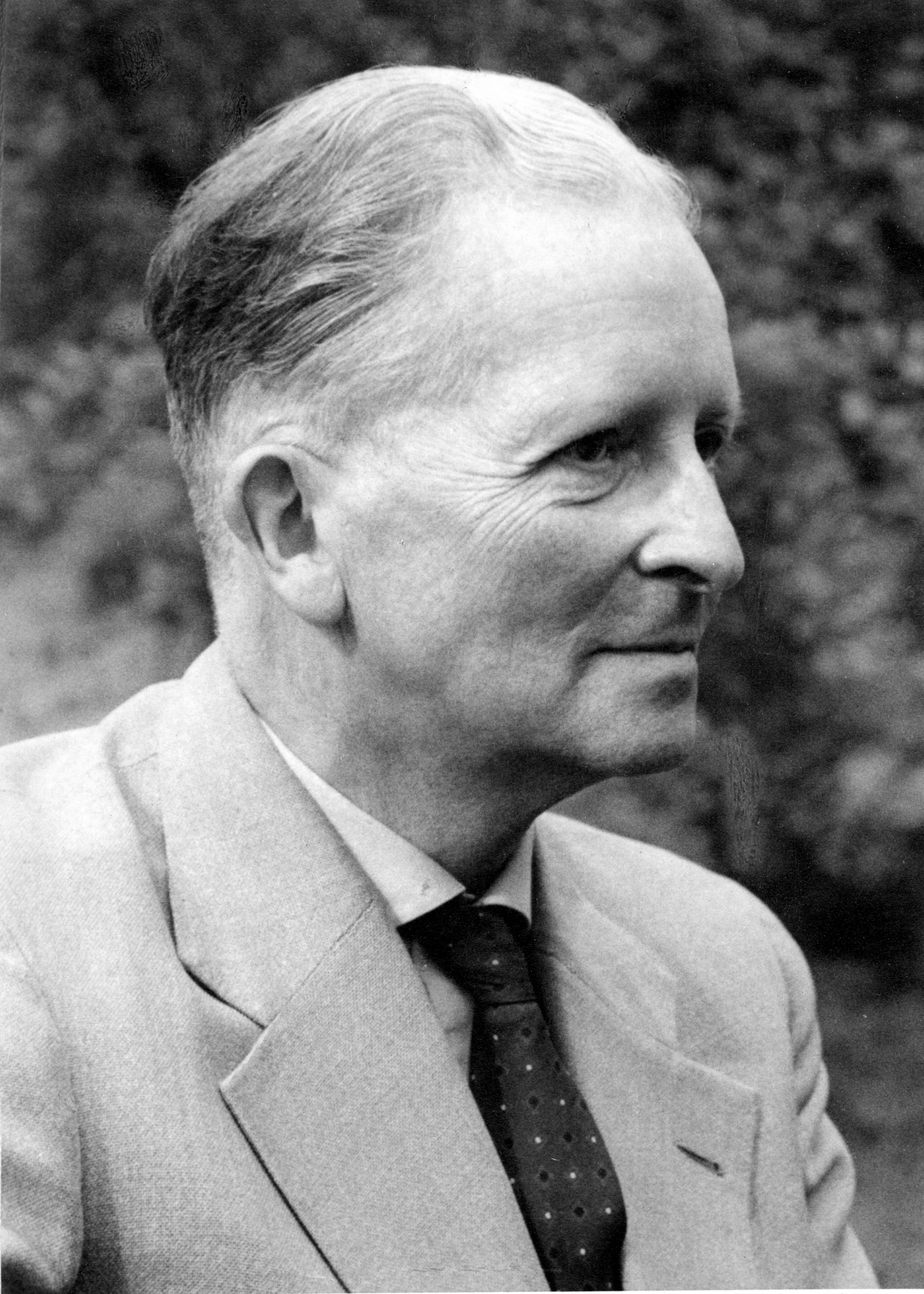
Udo von Alvensleben, ca. 1955

Udo August Ernst von Alvensleben (* 23. Januar 1897 in Wittenmoor; † 22. August 1962 in Dortmund-Bodelschwingh) war ein deutscher Kunsthistoriker.

## Familie
Udo von Alvensleben entstammte der altmärkischen Adelsfamilie von Alvensleben und war der älteste Sohn des Gutsbesitzers, preußischen Kammerherrn, Herrenhausmitglieds und Kreisdeputierten Ludolf Udo von Alvensleben (1852–1923) auf Wittenmoor, Sichau-Tarnefitz und Plutowo (Kreis Kulm), und der Ida von Alvensleben, geb. von Glasenapp (1866–1924). Sein jüngster Bruder war der Offizier Wichard von Alvensleben (1902–1982), der durch die Befreiung von prominenten SS-Geiseln Ende April 1945 bekannt wurde. Sein mittlerer Bruder Ludolf Jakob von Alvensleben war SS- und Polizeiführer in Italien.
1944 heiratete er Elma Freiin zu Innhausen und Knyphausen (1919–2004) aus Bodelschwingh. Aus dieser Ehe gingen drei Kinder hervor, darunter der Botschafter Busso von Alvensleben (* 1949).

## Bildungsweg
An der Ritterakademie in Dom Brandenburg machte er 1914 sein Abitur. Aus dem Ersten Weltkrieg, in dem er überwiegend in Nordfrankreich und Flandern eingesetzt war, kehrte er als Oberleutnant zurück. Ab 1919 studierte er in München Land- und Forstwirtschaft, Geschichte, Kunstgeschichte und Philosophie. Nebenbei nahm er Unterricht im Zeichnen, Radieren und der Lithographie.

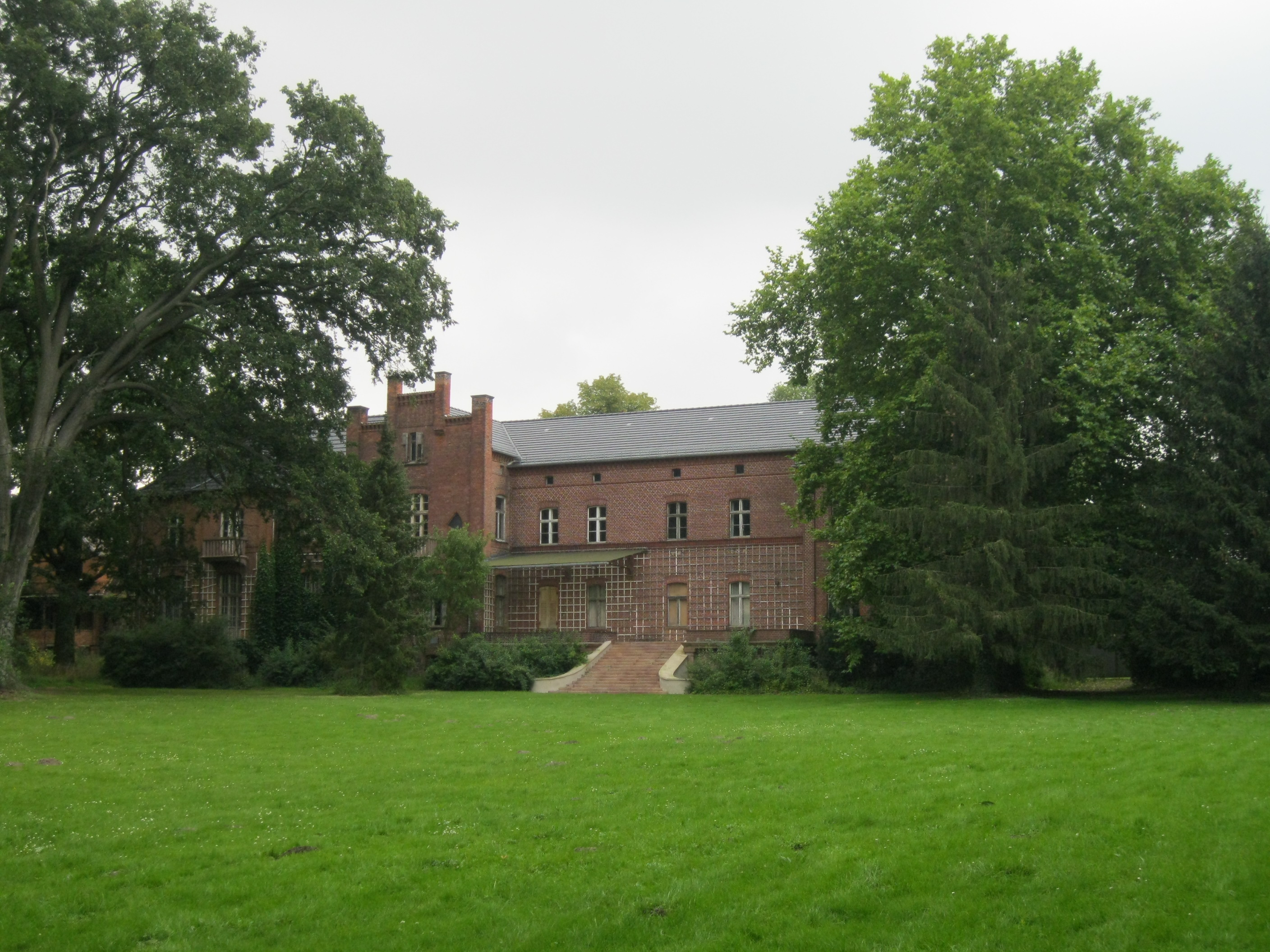
Gutshaus Wittenmoor, Altmark

1920 übernahm er bereits die Bewirtschaftung des Gutes Wittenmoor und setzte seine Studien in Berlin fort, die er um die Fächer Recht, Nationalökonomie, Diplomatie und Archäologie erweiterte. Tagebuchaufzeichnungen zeigen den von Kriegserfahrungen Geprägten als intellektuell und spirituell Suchenden; 1926 besucht er Romain Rolland in Villeneuve am Genfersee. 1926 ging er nach Hamburg und promovierte 1927 bei dem Kunsthistoriker Erwin Panofsky zum Dr. phil. Seine Dissertation über den Großen Garten in Hannover-Herrenhausen wurde im Deutschen Kunstverlag herausgebracht und lieferte die Anregung zu dessen Rekonstruktion ab 1936, an der er beratend mitwirkte.
Es folgten Reisen in Europa, vor allem immer wieder nach Frankreich, das ihn in seiner Vorliebe für den Barock lebenslang beeinflusste, und Weltreisen, die ihn nach Amerika und Asien führten. 1927/28 bereiste er gemeinsam mit seinem Vetter, dem Indologen Helmuth von Glasenapp, Indien. Während seiner Aufenthalte in China und Japan 1932/33 beschäftigten ihn vor allem deren Philosophie sowie die chinesische und japanische Gartenkunst. Zu seinen Freunden zählte Hans-Hasso von Veltheim-Ostrau, der sich um die Vermittlung indischer Lehren nach Deutschland bemühte.

## Weiteres Leben

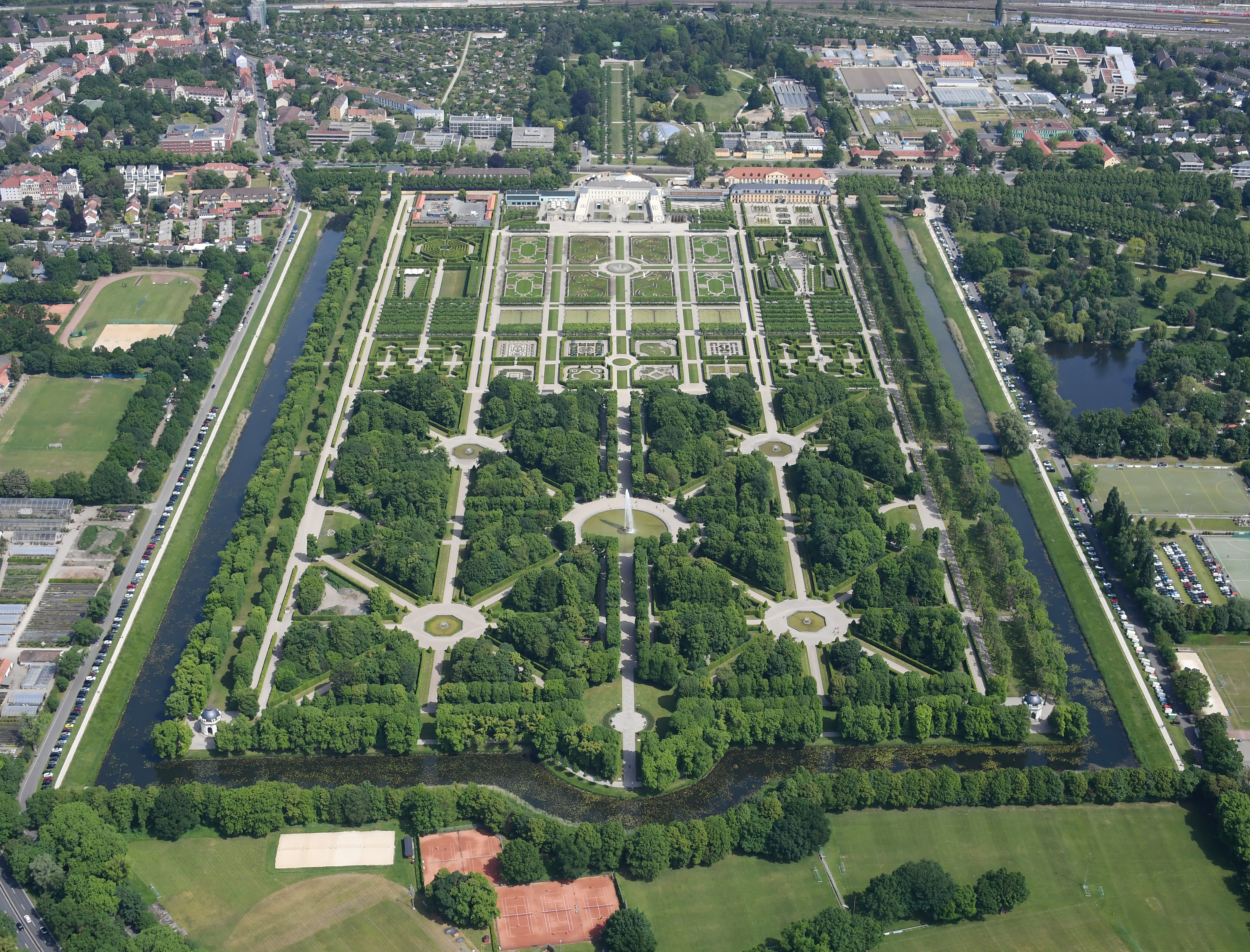
Der rekonstruierte Große Garten in Hannover-Herrenhausen

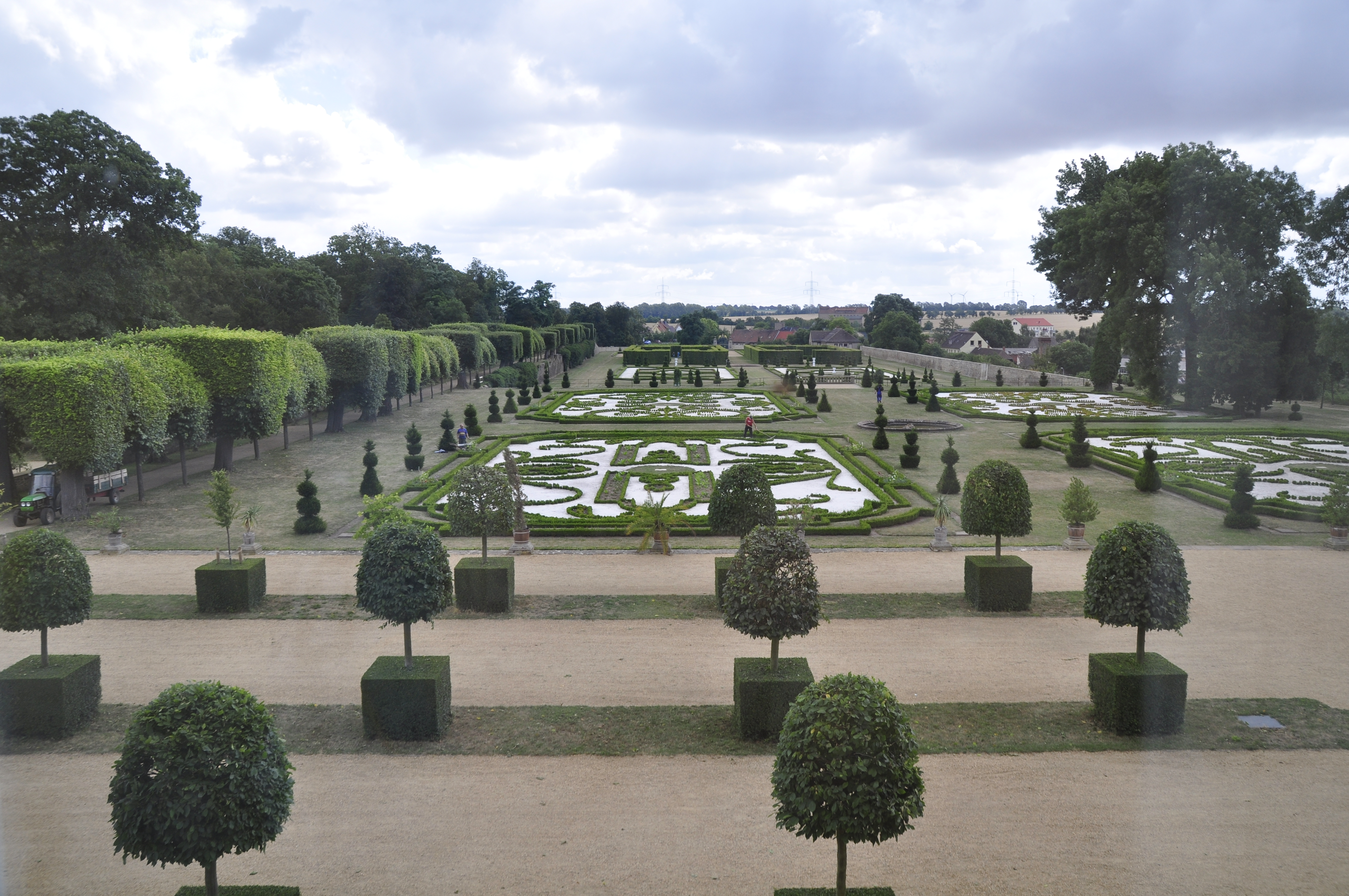
Der rekonstruierte Park von Schloss Hundisburg

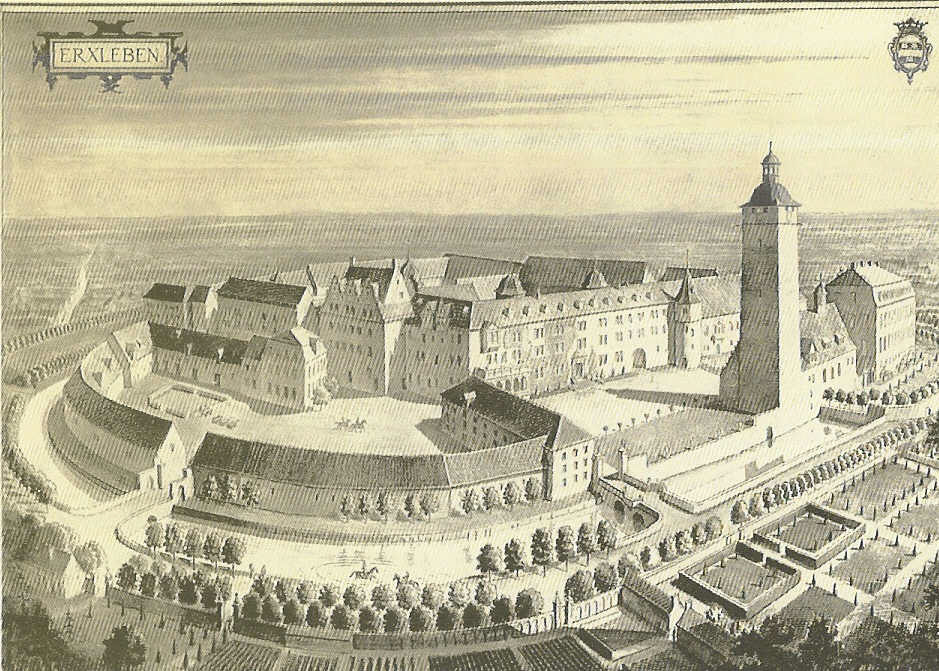
Anco Wigboldus: Vogelschau auf Schloss Erxleben

Seinen breit angelegten Bildungsweg hatte er darauf ausgerichtet, sich wie viele seiner Vorfahren im Staatsdienst zu engagieren. Die Machtübernahme der Nationalsozialisten veranlasste ihn, sich wieder mehr privaten Vorhaben zuzuwenden. Über seine Studien zu Schlössern und Gärten der Barockzeit gelangte er zu einer immer intensiveren Beschäftigung mit dem historischen und kulturellen Erbe seiner Familie. Auch der barocke Park des einst Alvensleben’schen Schlosses Hundisburg wurde im Auftrag der Besitzer durch ihn rekonstruiert. 1937 veröffentlichte er ein Buch über den Architekten von Hundisburg, Hermann Korb, und seine braunschweigischen Schlossbauten. Ab 1935 initiierte er die Restaurierung von Schloss Friedrichswerth.
Umfangreiche Sammlungen schriftlichen und fotografischen Materials entstanden. In seinem Auftrag und auf der Grundlage seiner Vorarbeiten zeichnete der holländische Maler Anco Wigboldus alle Alvenslebenschen Häuser in der barocken Art der Vogelschauperspektive, nachdem er sie in seiner Begleitung besucht und ihren Zustand in vergangenen Jahrhunderten unter seiner Anleitung ermittelt hatte. Park und Gutshaus Wittenmoor erlebten eine Blütezeit in ihrer Entwicklung mit zahlreichen Gästen, regem geistigen Austausch und viel Musik. 1936 musste Alvensleben einen Teil seiner Forstflächen für die Anlage des Truppenübungsplatzes Altmark abgeben und erwarb dafür 1937 das Gut Keez (Ortsteil von Brüel) bei Schwerin in Mecklenburg, das ihm eine zusätzliche Herausforderung sowohl wirtschaftlicher als auch gestalterischer Art bot.
Im Zweiten Weltkrieg war er als Soldat in Polen, Frankreich, Russland, auf dem Balkan, in Italien und schließlich in Norwegen eingesetzt. Sein Tagebuch im Krieg (Auszüge 1971 veröffentlicht unter dem Titel „Lauter Abschiede“) berichtet davon. Gemeinsam mit dem damaligen Stendaler Superintendenten Hermann Alberts rettete er die wertvollen mittelalterlichen Glasmalereien des Stendaler Domes, indem er sie während des Krieges im Gutshaus Wittenmoor einlagern ließ.
Nach der Enteignung seiner Güter durch die Bodenreform in der sowjetisch besetzten Zone 1945 wohnte er als Flüchtling im Elternhaus seiner Frau, Haus Bodelschwingh in Dortmund. Sich und seine Familie hielt er mit kulturgeschichtlichen Vorträgen und Auftragspublikationen über Wasser. Bald boten sich auch erneut land- und forstwirtschaftliche Aufgaben, als seine Frau das benachbarte kleine Gut Haus Rodenberg erbte.
Alvensleben gehörte Gremien der Forstwirtschaft, der Schwedisch-Deutschen Flüchtlingshilfe und dem Mitteldeutschen Kulturrat an, organisierte Tagungen, beriet in Fragen der Wiederherstellung historischer Gärten und setzte seine intensive Forschungsarbeit fort. Zu seinen Publikationen aus dieser Zeit gehören u. a. „Die Lütetsburger Chronik“, die Geschichte der friesischen Häuptlingsfamilie Knyphausen, und „Alvenslebensche Burgen und Landsitze“. Er trug wesentlich dazu bei, dass die Familie von Alvensleben nach der Vertreibung 1945 ihre 1479 beginnenden Familientreffen wieder aufnahm, die geretteten Teile der Alvenslebenschen Lehnsbibliothek aus dem 16. Jahrhundert in ihrem Bestand gesichert wurden und der sagenumwobene, mittelalterliche Familienring einen seiner Bedeutung entsprechenden Aufbewahrungsort erhielt. Nach der Wiedervereinigung wurde der Ring dem Domschatz in Halberstadt anvertraut, der Bischofsstadt, die mit dem Ursprung der Familie eng verbunden ist.
Alvensleben führte von 1914 bis 1962 ein umfangreiches Tagebuch, das nach seinem Tod Harald von Koenigswald in Teilen zu Schlösser-Büchern sowie einem Kriegstagebuch zusammengestellt und herausgegeben hat. Diese sind faszinierende kulturgeschichtliche Zeugnisse von starker persönlicher Ausdrucks- und Urteilskraft.
Im Jahre 1936 trat er in den Johanniterorden ein.

## Werke
- Herrenhausen, Die Sommerresidenz der Welfen (Deutsche Lande - Deutsche Kunst), Berlin 1929/ 2. Große Baudenkmäler, Heft 107, Deutscher Kunstverlag, Berlin 1947. Weitere Auflage: 1966. GND 118502344 allgemein über alle Werke.
- Die Braunschweigischen Schlösser der Barockzeit und ihr Baumeister Hermann Korb. Berlin 1937. Reprint: Berlin 2020, ISBN 978-3-11-235553-4.
- Die Lütetsburger Chronik, Geschichte eines friesischen Häuptlingsgeschlechts. Braams in Kommission, Norden / Dortmund 1955.
- Alvenslebensche Burgen und Landsitze. Mit Zeichnungen von Anco Wigboldus. Ruhfus, Dortmund 1960.
- Lebenserinnerungen. unveröffentlichtes Manuskript
- Besuche vor dem Untergang, Adelssitze zwischen Altmark und Masuren. Aus Tagebuchaufzeichnungen von Udo von Alvensleben, zusammengestellt und herausgegeben von Harald von Koenigswald, Frankfurt/M.-Berlin 1968. Neuauflage: Als es sie noch gab…Adelssitze zwischen Altmark und Masuren. Ullstein, Berlin 1996, ISBN 3-548-35641-9
- Mauern im Strom der Zeit, Schlösser und Schicksale in Niederdeutschland. Aus Tagebuchaufzeichnungen von Udo von Alvensleben, zusammengestellt und herausgegeben von Harald von Koenigswald. Frankfurt am Main / Berlin 1969
- Schlösser und Schicksale, Herrensitze und Burgen zwischen Donau und Rhein. Aus Tagebuchaufzeichnungen von Udo von Alvensleben, zusammengestellt und herausgegeben von Harald von Koenigswald. Frankfurt am Main / Berlin 1970
- Lauter Abschiede, Tagebuch im Kriege. Herausgegeben von Harald von Koenigswald. Propyläen Verlag, Berlin 1971, ISBN 978-3-549-07446-6. Weitere Auflagen: 1972, 1979; ISBN 3-548-03578-7.